# Учка
У́чка (хорв. Učka; итал. Monte Maggiore) — горный массив на северо-западе Хорватии, на полуострове Истрия. Наибольшая высота — 1401 м (гора Вояк, по другим данным — 1394 м), другие выделяющиеся вершины — Сухи Врх (1332 м), Перун (881 м), Бргуд (907 м), Кременяк (827 м), Сисол (835 м) и др. Название «Учка» происходит от хорв. Vučka, означающего «Волчья гора».
Учка представляет собой известняковый массив шириной 4-9 км, протянувшийся на 20 км от перевала Поклон до бухты Пломин. Морфологически представляет собой единое образование с массивом Чичария, простирающимся от Триеста до Риеки. Развит карст.
Восточные склоны Учки, обращённые к заливу Кварнер, покрыты густыми лесами. Благодаря горам Учка климат на здешнем побережье заметно теплее, чем в окрестностях, что способствует бурной субтропической растительности. Здесь находится «Опатийская ривьера» — популярное курортное место. На восточных склонах Учки есть значительные плантации каштана.
Учка пересекается автомагистралью А8, проходящей здесь через тоннель Учка. Территория горного массива с 1999 года является природным парком Учка, популярным у туристов и скалолазов (площадь парка — 160 км²).